# Odemka
Odemka (Catabrosa) je rod trav, tedy z čeledi lipnicovitých (Poaceae). Jedná se o vytrvalé byliny. Jsou zpravidla výběžkaté nebo někdy poléhavé. Stébla jsou 5–70 cm vysoká. Listy jsou ploché, cca 3–10 mm široké, na vnější straně listu se při bázi nachází jazýček. Květy jsou v kláscích, které tvoří rozkladitou latu s tenkými větvičkami. Klásky jsou zploštělé, obsahují zpravidla 2 květy, zřídka 1 nebo 3. Plevy klásků jsou 2, nestejné. Pluchy jsou bez osin, plušky dvoukýlné. Plodem je obilka. Na světě jsou známy 2 druhy, rozšířené v mírném pásu severní polokoule.

## Druhy rostoucí v Česku
V České republice je domácí pouze 1 druh z rodu odemka: odemka vodní (Catabrosa aquatica). Jedná se o kriticky ohrožený -C1, velmi vzácný mokřadní druh, dříve se vyskytoval na několika lokalitách v Čechách i na Moravě, dnes ho můžeme vidět např. u rybníka Nesyt u Sedlece poblíž Mikulova.